# Maria-Hilf-Basilika (Turin)

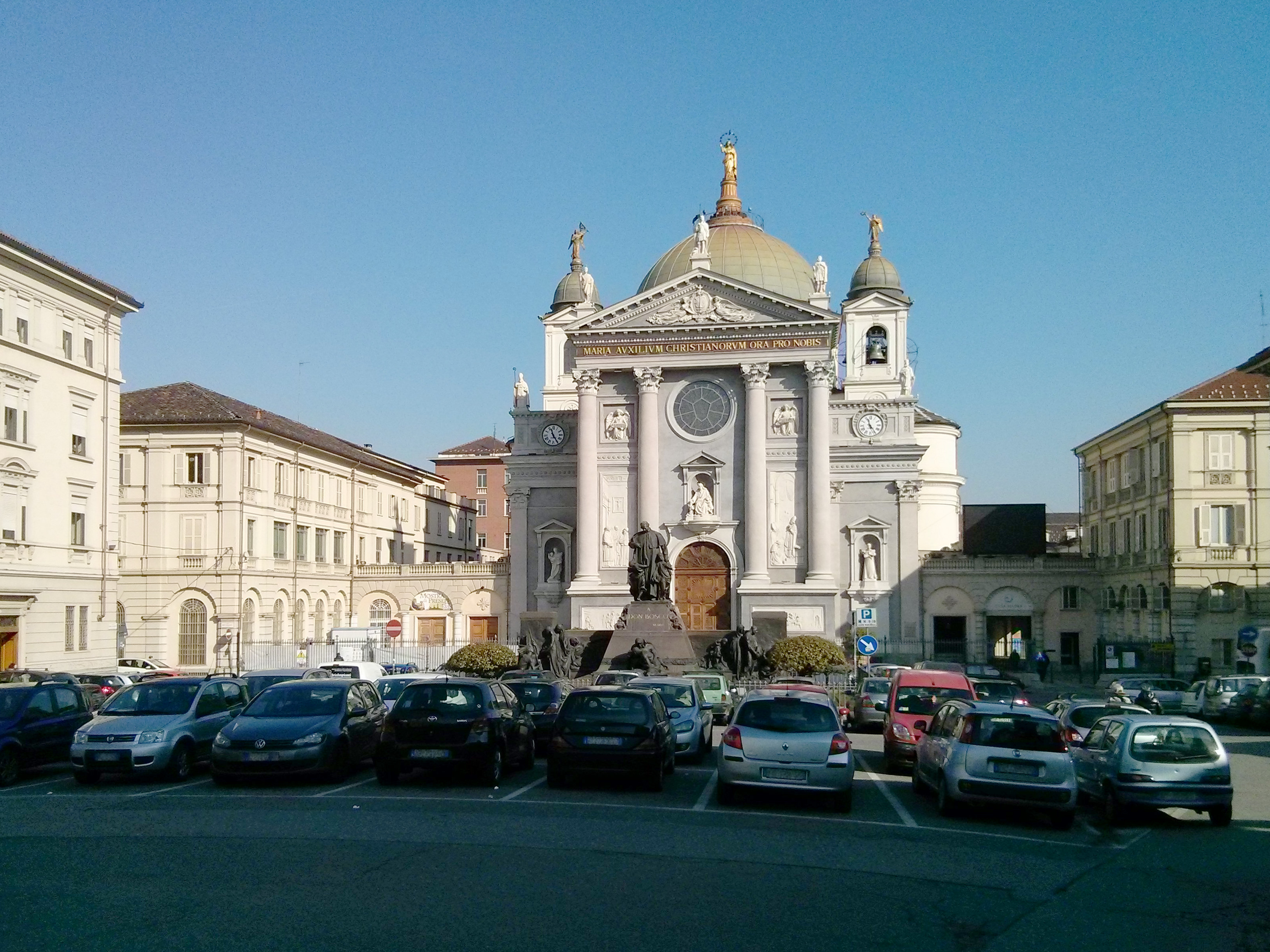
Maria-Hilf-Basilika in Turin

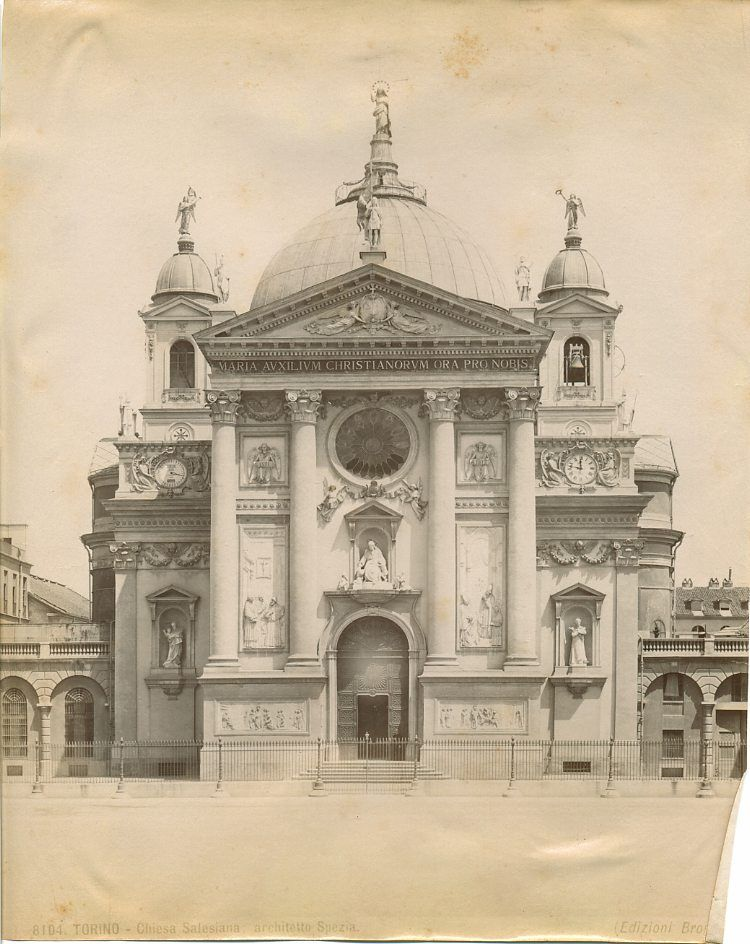
Maria-Hilf-Basilika, Foto nach 1881

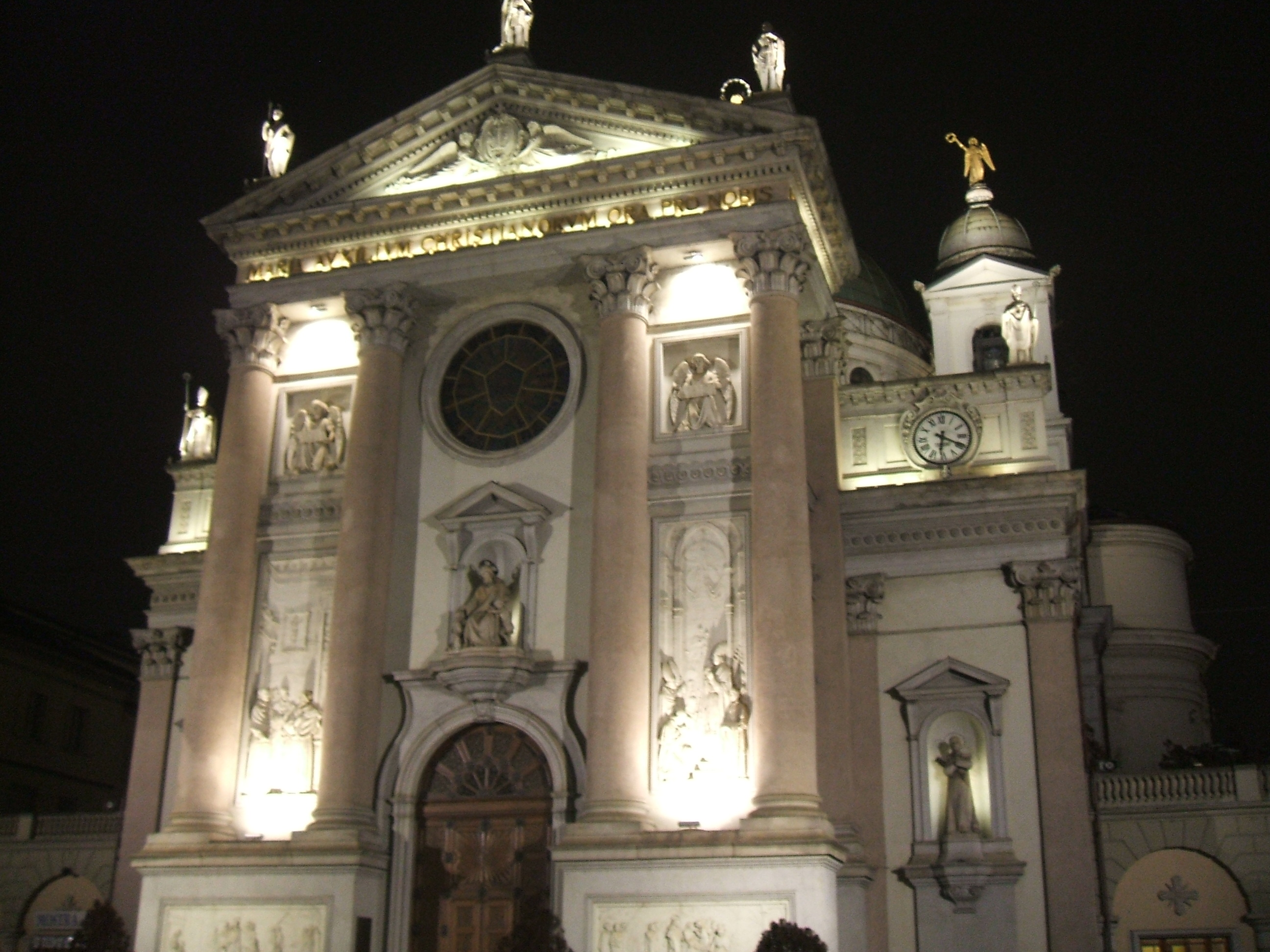
Maria-Hilf-Basilika bei Nacht

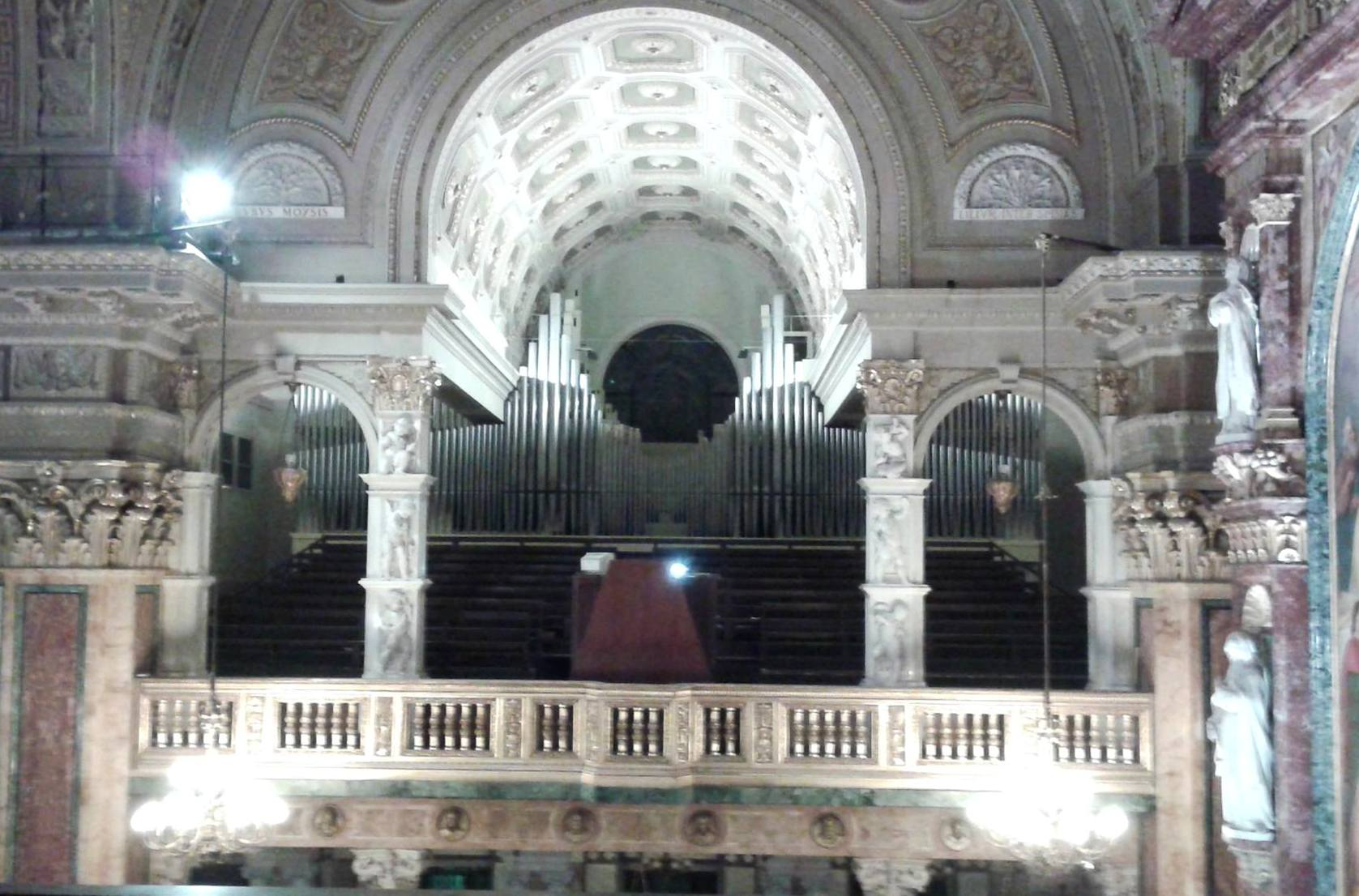
Blick auf die Orgel

Die Maria-Hilf-Basilika (ital.: Basilica di Maria Ausiliatrice) in Turin-Valdocco ist das Mutterhaus der Salesianer Don Boscos und wurde von Don Bosco errichtet.

## Lage und Umgebung
Das katholische Gotteshaus ist eingegliedert in den weitläufigen Komplex des Oratoriums von Valdocco, bestehend aus der eigentlichen Jugendfreizeiteinrichtung, Schulgebäuden, der Franz-von-Sales-Kirche, dem Provinzialat der Provinz Piemont, der Pinardi-Kapelle und der italienischen Missionsprokur der Salesianer Don Boscos. Die umliegenden Gebäude stammen durchwegs aus der Zeit zweite Hälfte des 19., Anfang des 20. Jahrhunderts.

## Geschichte
Nachdem die Pinardi-Kapelle (1846) und die Kirche des heiligen Franz von Sales (1852) die wachsende Zahl an Jugendlichen nicht mehr aufnehmen konnte, begann Don Bosco nach Aushub der Baugrube (Herbst 1863) im Frühjahr 1864 die Maria-Hilf-Basilika zu bauen. Ihre Fassade erinnert an San Giorgio Maggiore in Venedig, die große Kuppel trägt eine goldene Marienstatue, deren Kopf von einem Sternenkranz umgeben ist. Das Hauptaltarbild vom Maler Lorenzone stellt Maria, die Hilfe der Christen dar, an ihrer Seite Chöre von Engeln, zu ihren Füßen die 12 Apostel.
1934, dem Jahr der Heiligsprechung Don Boscos wurde neuerlich eine Erweiterung notwendig, die von den Architekten Mario Ceradini und vom Salesianer-Bruder Giulio Valotti geplant und ausgeführt wurde. Die Errichtung der zweiten Kuppel mit 12 m Durchmesser brachte die Vergrößerung des Altarraumes und die Zurücksetzung des Hauptaltares mit sich. Zusätzlich wurden zwei Seitenkapellen mit den dazugehörigen Emporen gebaut.

## Bedeutung
Die Basilika ist das Ziel vieler Pilger aus der ganzen Welt. Mit ein Grund dafür ist, dass hier das Werk Don Boscos seinen Anfang hatte und dass das Gotteshaus die sterblichen Überreste von Don Bosco, Maria Mazzarello und Dominikus Savio beherbergt. Am Patronatstag (24. Mai) wird alljährlich eine Maria-Hilf-Statue in Prozession durch die Stadt geführt, an der jeweils mehrere Zehntausend Menschen teilnehmen. Dieses Fest wird über Fernsehen und Radio in die ganze Welt übertragen.

## Orgeln
Die Basilika verfügt über eine Orgelanlage, bestehend aus einer Hauptorgel und einer kleinen Chororgel. Das Instrument wurde 1941 von dem Orgelbauer Giovanni Tamburini erbaut. Es hat 67 Register (ca. 5.100 Pfeifen) auf vier Manualwerken und Pedal und ist die größte Orgel im Piemont.
Die große Hauptorgel steht auf der Sängerbühne seitlich der Evangelienseite des Altars. Das Instrument hat einen ausladenden Freipfeifenprospekt, der sich über die gesamte Breite der Empore erstreckt. Die Hauptorgel hat drei Manualwerke. Im Seitenschiff, unter der Sängertribüne, steht eine kleine Chororgel („Organo Chorale“) mit 10 Registern auf einem Manualwerk und Pedal. Die gesamte Orgelanlage lässt sich von zwei dreimanualigen Spieltischen aus anspielen; das Manualwerk der Chororgel lässt sich an den Generalspieltischen an jedes Manual der Hauptorgel ankoppeln. Die Spiel- und Registertrakturen sind elektrisch.
| I Grand'Organo C–c4 |       |
| Principale          | 16′   |
| Principale Primo    | 8′    |
| Principale Secondo  | 8′    |
| Ottava Primo        | 4′    |
| Ottava Secondo      | 4′    |
| XII                 | 2 ⁄3′ |
| XV                  | 2′    |
| Ripieno IV          |       |
| Ripieno VI          |       |
| Cornetto V          |       |
| Bordone             | 8′    |
| Dulciana            | 8′    |
| Controfagotto       | 16′   |
| Tromba              | 8′    |
| Tromba              | 4′    |

| II Positivo Espressivo C–c4 |        |
| Principale Diafono          | 8′     |
| Principale                  | 8′     |
| Ottava                      | 4′     |
| Ripieno III                 |        |
| Ripieno IV                  |        |
| Bordone                     | 16′    |
| Flauto                      | 8′     |
| Flauto                      | 4′     |
| Flauto in XII               | 2 ⁄3′  |
| Flautino                    | 2′     |
| Flauto in terza             | 1 3⁄5′ |
| Cornetto                    |        |
| Dulciana                    | 8′     |
| Viola                       | 8′     |
| Unda Maris                  | 8′     |
| Clarinetto                  | 8′     |
| Corno francese              | 8′     |
| Tremolo                     |        |

| III Espressivo C–c4 |     |
| Principalino        | 8′  |
| Bordone             | 8′  |
| Flauto              | 4′  |
| Piccolo             | 2′  |
| Controgamba         | 16′ |
| Gamba               | 8′  |
| Fugara              | 4′  |
| Salicionale         | 8′  |
| Gamba               | 8′  |
| Celeste             | 8′  |
| Concerto viole V    |     |
| Oboe                | 8′  |
| Tuba                | 8′  |
| Tuba                | 4′  |
| Voci corali         | 8′  |
| Tremolo             |     |

| Pedale C–g1  |         |
| Contrabbasso | 32′     |
| Contrabbasso | 16′     |
| Quinta       | 10 2⁄3′ |
| Subbasso     | 16′     |
| Bordone      | 8′      |
| Violone      | 16′     |
| Cello        | 8′      |
| Bombarda     | 16′     |
| Tromba       | 8′      |

| Organo Corale C–c4 |    |
| Principale         | 8′ |
| Eufonio            | 8′ |
| Ottava             | 4′ |
| Ripieno III        |    |
| Bordone            | 8′ |
| Flauto             | 4′ |
| Dulciana           | 8′ |
| Dulciana           | 4′ |

| Pedale (Corale) C–c4 |     |
| Subbasso             | 16′ |
| Bordone              | 8′  |